# یواس‌اس ونچر (پی‌سی-۸۲۶)
یواس‌اس ونچر (پی‌سی-۸۲۶) (به انگلیسی: USS Venture (PC-826)) یک کشتی بود که طول آن ۱۱۰ فوت ۰ اینچ (۳۳٫۵۳ متر) بود. این کشتی در سال ۱۹۳۱ ساخته شد.